# نخودآباد
نخودآباد یکی از روستاهای استان آذربایجان شرقی است که در دهستان آتشبیگ قرانقو بخش نظرکهریزی  شهرستان هشترود واقع شده‌است.این روستا ۸۰۰نفر جمعیت دارد وحدود۲۶۷خانوار است .